# محصام اليامي (الحديدة)
محصام اليامي قرية تقع في عزلة ربع الوسط بمديرية الزهرة في محافظة الحديدة بالمجمهورية اليمنية.
تتكون محصام اليامي من عدة قبائل اهمها قبيلة آل جوهر وقبيلة آل زبلة وقبيلة آل يامي وقبيلة آل خراش  وقبيلة آل قعموص وقبيلة آل فرنتي وغيرها من التجمعات البسيطه. تتميز محصام اليامي بخصوبة الارض الصالحه للزراعه بشبيهة امثالها من المناطق والقرى المجاورة
تمييز بزراعة السمسم  وكذلك تميزها بالمساحات الخضراء من المزارع

### السكان
سكان محصام اليامي غالبتهم يعملون في الزراعة ورعاية المواشي وتربيتها فيما جزء منهم يعمل في دور الجوار